# Hans-Wolfgang Pfeifer
Hans-Wolfgang Pfeifer (* 18. Mai 1931 in Frankfurt am Main; † 3. Juli 2002 ebenda) war ein deutscher Verleger. Er war mehrere Jahrzehnte Geschäftsführer der FAZ.
Pfeifer trat nach dem Jurastudium 1960 einer Anwaltssozietät in Frankfurt bei, eröffnete aber später seine eigene Anwaltspraxis. Nach insgesamt acht Jahren Rechtsanwaltstätigkeit wurde er 1968 zum Geschäftsführer der FAZ ernannt. Nach vier Jahren wurde er schließlich zum Vorsitzenden der Geschäftsführung gewählt. Er engagierte sich nicht nur für die Belange seiner Zeitung, sondern für die Interessen der Zeitungsverlage insgesamt. Er war Mitglied des Verbands Hessischer Zeitungsverleger (VHZV) und wurde 1973 in dessen Vorstand gewählt. Von 1979 bis 1991 war er an der Spitze des Landesverbands. Zugleich gehörte er drei Jahre lang dem Präsidium des Bundesverbands Deutscher Zeitungsverleger (BDZV) an. Am 1. April 1994 übernahm Dietmar Kablitz seine Stelle als Geschäftsführer der FAZ. Pfeifer wechselte 1995 daraufhin in den Aufsichtsrat der FAZ, dem er bis zu seinem Tod als Vorsitzender angehörte. Danach folgte ihm Wolfgang Bernhardt.
Hans-Wolfgang Pfeifer galt als überzeugter Föderalist und Streiter für eine vielfältige lokale und regionale Zeitungslandschaft. Für sein Engagement wurde er unter anderem mit dem Großen Bundesverdienstkreuz mit Stern, dem Hessischen Verdienstorden, der Ehrenplakette der Stadt Frankfurt am Main und der Goethe-Plakette der Stadt Frankfurt am Main ausgezeichnet. Zudem bekam er 1996 von der Bundesärztekammer das Ehrenzeichen der deutschen Ärzteschaft verliehen.